# Liste der Kulturdenkmäler in Thalfang
In der Liste der Kulturdenkmäler in Thalfang sind alle Kulturdenkmäler der rheinland-pfälzischen Ortsgemeinde Thalfang aufgeführt. Im Ortsteil Bäsch sind keine Kulturdenkmäler ausgewiesen. Grundlage ist die Denkmalliste des Landes Rheinland-Pfalz (Stand: 10. August 2023).

## Denkmalzonen
| Bezeichnung                    | Lage                  | Baujahr  | Beschreibung | Bild |
| ------------------------------ | --------------------- | -------- | --- | ---- |
| Denkmalzone Jüdischer Friedhof | Koblenzer Straße Lage | vor 1730 | von einer Hecke umgebenes Areal mit fünf bis zehn Grabsteinen und älterem Baumbestand, vor 1730 angelegt, 1938 teilweise zerstört | BW   |

## Einzeldenkmäler
| Bezeichnung                          | Lage                                                 | Baujahr                     | Beschreibung | Bild                           |
| ------------------------------------ | ---------------------------------------------------- | --------------------------- | --- | ------------------------------ |
| Bahnhof Thalfang                     | Bahnhof 1 Lage                                       | Anfang des 20. Jahrhunderts | Typenbau, Bruchstein- und Putzflächen, Fachwerkgiebel, Fachwerkgüterschuppen, Anfang des 20. Jahrhunderts                                                | weitere Bilder Fotos hochladen |
| Wohnhaus                             | Friedhofstraße 6 Lage                                | 18. Jahrhundert             | angeblich ehemaliges Küsterhaus; Krüppelwalmdachbau, 18. Jahrhundert                                                                                     | BW                             |
| Quereinhaus                          | Hauptstraße 21 Lage                                  | 1846                        | stattliches Quereinhaus, bezeichnet 1846 | Fotos hochladen                |
| Evangelische Pfarrkirche             | Kirchgasse Lage                                      | Anfang des 13. Jahrhunderts | dreischiffige Pseudobasilika, erste Hälfte des 14. Jahrhunderts, spätgotischer Chor, Westturm vom Anfang des 13. Jahrhunderts, im 16. Jahrhundert erhöht | weitere Bilder Fotos hochladen |
| Torbau                               | Kirchgasse, am Kirchhofeingang Lage                  | 18. Jahrhundert             | kleiner Torbau mit geschweiftem Dach, 18. Jahrhundert | Fotos hochladen                |
| Katholische Pfarrkirche St. Matthäus | Lückenburger Straße 10 Lage                          | 1899–1901                   | neugotischer Saalbau, 1899–1901 | weitere Bilder Fotos hochladen |
| Kriegerdenkmal                       | östlich oberhalb des Ortes, Distrikt Auf Schock Lage | 1931                        | Kriegerdenkmal 1914/18, offenes Bruchsteinheptagon, 1962 erweitert; mit den Namen der Gefallenen und Vermissten aus den Dörfern des Amtes Thalfang       | Fotos hochladen                |